# Ludolf Wienbarg
Ludolf Wienbarg, född 1802 i Altona, död 1872 i Schleswig, var en tysk kritiker.
Wienbarg var docent i Kiel 1833-1835 och satte tillsammans med Karl Gutzkow i Frankfurt am Main upp Deutsche revue, men blev som en av cheferna för litteraturriktningen Unga Tyskland 1836, utvisad och arbetade därefter vid olika tidningar i Hamburg. Han deltog som frivillig i slesvig-holsteinska kriget 1848-1849 och gav sedermera ut Darstellungen aus den schleswig-holsteinischen feldzügen (1850-1851).
Wienbarg blev mest känd genom sina Ästhetische feldzüge (1834), som genom tillägningsorden dem jungen Deutschland gewidmet gav namn åt den ungtyska riktningen och som med lysande stilkonst utpräglade riktningens åskådningar i träffande slagord. Den följdes av Die neueste litteratur (1835) och Wanderungen durch den tìerkreis (1835). Holland in den jahren 1831 und 1832 (1833) och Tagebuch von Helgoland (1838) påminner om Heine och visade lyrisk begåvning.